# Municipio de Spring Hill (Arkansas)
El municipio de Spring Hill (en inglés: Spring Hill Township) es un municipio ubicado en el condado de Drew en el estado estadounidense de Arkansas. En el año 2010 tenía una población de 850 habitantes y una densidad poblacional de 5,11 personas por km².

## Geografía
El municipio de Spring Hill se encuentra ubicado en las coordenadas 33°44′30″N 91°44′19″O / 33.74167, -91.73861. Según la Oficina del Censo de los Estados Unidos, el municipio tiene una superficie total de 166.3 km², de la cual 165,62 km² corresponden a tierra firme y (0,41 %) 0,68 km² es agua.

## Demografía
Según el censo de 2010, había 850 personas residiendo en el municipio de Spring Hill. La densidad de población era de 5,11 hab./km². De los 850 habitantes, el municipio de Spring Hill estaba compuesto por el 85,88 % blancos, el 10,82 % eran afroamericanos, el 0,47 % eran amerindios, el 1,88 % eran de otras razas y el 0,94 % eran de una mezcla de razas. Del total de la población el 4,12 % eran hispanos o latinos de cualquier raza.